# José Moreno Salazar
José Moreno Salazar (Bujalance, 12 de diciembre de 1923 - Alcázar de San Juan, 1 de septiembre de 2007) fue un guerrillero libertario andaluz.

## Biografía
Hijo de Antonio Moreno Martínez -persona de ideas libertarias- y Emilia Salazar Coca, ambos jornaleros.  De familia numerosa, comparte el hogar con ocho hermanos, de los cuales, dos mueren de corta edad.
Cuando José cumple dos años, la familia se traslada del pueblo al molino de aceite de “Los Porras”, donde su padre entra a trabajar de molinero. Ahí transcurre su vida hasta el estallido de la guerra civil. 
La pobreza de su familia hace que el dinero no llegue para darles a los hijos una educación escolar digna. Sus padres les educan, como reconoce el propio José, en el respeto a los mayores y en la valentía para rebelarse ante las injusticias. José ya en su corta edad, es estimulado en las ideas anarquistas, en parte influenciado por su padre, y también gracias a la intensa actividad que la CNT ejerce en el pueblo.
El ateneo libertario y el sindicato pasan a ser su verdadera escuela. Su juventud contrasta con los debates de tu a tu que mantiene con los más experimentados. La guerra civil sobreviene en un pueblo concienciado donde los avatares de la lucha se hacen sentir. 

### La Guerra Civil
Las juventudes libertarias, aun con escaso armamento, se hacen con la situación en Bujalance tras el golpe de Estado militar. Francisco Rodríguez Muñoz es elegido presidente del comité revolucionario del pueblo. 
Francisco Rodríguez será al finalizar la guerra, el jefe del grupo guerrillero libertario “Los Jubiles”.
Las colectividades se organizan en plena guerra y los aptos para el trabajo –José entre ellos- son distribuidos en cortijos y caseríos, salvo los milicianos. 
Las embestidas de los franquistas con bombardeos incluidos, hacen que el avance de las tropas sublevadas sea inevitable. La evacuación del pueblo se efectúa en largas caravanas hacia Villa del Río. La familia de José llega hasta Marmolejo, donde se instalan como pueden, pero el avance de las líneas del frente les obliga a salir nuevamente de evacuación. Se ubican en Andújar en pleno invierno, a la intemperie, hasta forzar junto a varias familias más unos molinos, hacinándose en el interior. Tras la previsible caída de Andujar, salen camino de Bailén donde se instalan hasta el final de la guerra.

### El fin de la guerra
Los hermanos Rodríguez junto a ocho compañeros más, se internan en Sierra Morena en las inmediaciones de Pozoblanco, Adamuz y Montoro.
La familia de José Moreno consigue los salvoconductos para retornar a Bujalance y vuelven al pueblo. El padre de José es detenido por los falangistas e internado en la cárcel. 
José Moreno entra dentro del círculo de apoyo de Los Jubiles como enlace en 1939, sirviendo de mediador con sus familias, así como de suministrador de alimentos y elementos necesarios de los guerrilleros con el dinero que estos le proporcionan.  

“A partir de ese momento, no recuerdo la fecha exacta, nunca pierdo contacto con ellos. Conocen mis rutas habituales de salida y entrada al pueblo y, aunque pasan temporadas sin aparecer, siempre dan conmigo. Durante las siguientes semanas, los perseguidos aumentan: unos se reúnen de modo casual en el campo; a otros, los de fiar, les pongo en contacto con el grupo de los hermanos Rodríguez.”
“El guerrillero que no pudo bailar....” pág. 54. 

La relación con Los Jubiles le ocasiona la detención junto a su hermano y su madre, no librándose ninguno de las torturas y la cárcel. Una vez libre y en la calle, vuelve a tomar el contacto con la partida, pero antes de que le vuelvan a detener, huye al monte en busca del grupo. 

“Vemos clara la única salida: unirnos cuanto antes al grupo de Los Jubiles”
“El guerrillero que no pudo bailar....” pág. 66. 

### Guerrillero en el grupo deLos Jubiles
La represión de la posguerra se hace insostenible. El terror y la violencia hacen que día tras día, los vencedores busquen entre los vencidos a los más significados para “pasearlos” o encarcelarlos. Los montes acogen a los huidos, y José Moreno pone a muchos en contacto con la guerrilla. También encuentra puntos de apoyo para el suministro de “Los Jubiles”.
El cerco se cierra sobre José y estando fuera de su casa se entera de que la Guardia Civil tiene orden de detenerle. La alternativa es unirse a Los Jubiles en el monte, cosa que hizo en diciembre del año 1942.
José encuentra en la guerrilla marchas interminables, asesinatos, robos, enfrentamientos. En uno de los robos, vuelven con dos caballerías cargadas de suministros y la bolsa llena de dinero. Se topan con unos carboneros en el monte. Uno de ellos se ofrece a ayudarles, su nombre, Juan Olmo García, también conocido como El Abisinio, el cual resultó ser un infiltrado de la Guardia Civil.

### El fin deLos Jubiles
El Abisinio tiene informada a la Guardia Civil de los movimientos de la partida. El grupo se reúne en el cortijo Mojapies de Montoro. La Guardia Civil rodea en la madrugada del 6 de enero de 1944 el cortijo. 
El Abisinio no se encuentra dentro y las bombas de mano y las descargas de fusilería entran en acción. Desde dentro se defienden como pueden, pues las armas largas estaban fuera escondidas por el infiltrado de la Guardia Civil. Las explosiones reducen a escombros el cortijo, pero José Moreno logra sobrevivir y es rescatado herido de entre los cascotes. 
En la cárcel de Montoro es torturado, y declara hechos y muertes adjudicándolos a sus compañeros muertos, quitando así responsabilidades a otros que pudieran estar vivos. 
Es trasladado a la cárcel de Córdoba. Mezclado entre un grupo de albañiles que salían de hacer unos trabajos en el interior de la cárcel, escapa por la puerta, sin que los vigilantes lo adviertan, salvándose del más que probable fusilamiento, pues es seguro que el fiscal hubiera pedido la pena de muerte usual en estos casos.

### Su nueva vida
Antonio Pérez Sánchez es el falso nuevo nombre que José Moreno adquiere para ocultar su pasado, trabajando como agente de seguros, y, posteriormente, regentando una tienda de productos varios en la localidad de Osa de la Vega (Cuenca), pasa inadvertido año tras año hasta que se decide a recobrar su verdadera identidad en el año 1987. 
Ha sido un asiduo compareciente en actos sobre la recuperación de la memoria guerrillera y de homenajes a sus compañeros luchadores y a él mismo. Dejó sus memorias escritas y fueron editadas bajo el título de: “El guerrillero que no pudo bailar – resistencia anarquista en la posguerra andaluza”. 
José Moreno Salazar falleció en Alcázar de San Juan el 1 de septiembre de 2007 a la edad de 83 años. A título póstumo, en el año 2011, se publicó "Los perseguidos. La guerrilla libertaria cordobesa de Los Jubiles", otro libro de memorias, narrado con más crudeza que el anterior.